# Комунарська дитяча залізниця
Комунáрська дитя́ча залізни́ця — колишня дитяча залізниця в місті Комунарськ (нині — Алчевськ) Луганської області.

## Історія
Дитяча залізниця в місті Комунарську Луганської області була побудована силами Комунарського металургійного заводу (за деякими даними, за підтримки Луганського тепловозобудівного заводу) і не входила в систему Міністерства шляхів сполучення. Ймовірно, саме тому залізниця залишилася маловідомою, і не потрапила в офіційну статистику дитячих залізниць. Тим не менш, вона була повноцінною дитячою залізницею, і обслуговувалася дітьми. Цікавим фактом є те, що в кількох кілометрах від неї, в місті Перевальську, на той момент, вже існувала Мала Перевальська залізниця.
6 листопада 1967 року відбулося урочисте відкриття Комунарської дитячої залізниці, напередодні святкування 50-річчя Жовтневої революції. Незабаром після листопадових свят про це повідомила міська газети. Робітники залізничного цеху КМЗ хотіли будь-що-будь встигнути до знаменної дати, але це не зовсім вийшло. Звести станційні споруди до наміченого терміну не встигли. Проте, потяг з зелененого паровоза і сріблястих вагонів відправився в свій перший рейс.
Вже через кілька днів залізниця закрилася на зиму через те, що не дуже комфортно їздити взимку у відкритих вагонах, які були розраховані лише на літню експлуатацію. Через півроку Комунарською дитячою залізницею знову розпочався рух потягів. При цьому відкриття нового сезону було обставлено мало не як відкриття нової залізниці. 
19 травня 1968 року, з нагоди Дня піонерії, в парку Перемоги відбувся урочистий мітинг, на якому були присутні перший секретар міського комітету Компартії України О. Ф. Пастушенко, секретар міськкому партії Д. Ф. Колесников, секретар міськкому комсомолу України Ф. Козел.
До початку нового сезону було збудовано дерев'яну будівлю вокзалу на головній станції Орлятко, але навчальних класів в ній не було, тому заняття гуртка юних залізничників під керівництвом Матюхіна Анатолія Івановича проходили при міському Будинку піонерів. Начальником дитячої залізниці був призначений Гончаров І. І. — машиніст залізничного цеху Комунарського металургійного заводу.

## Інфраструктура
Станції
Точно встановити назви станцій дитячої залізниці досі не вдалося. За одними даними головна станція називалася Піонерською, а дві кінцеві — Орлова або Орловська (за назвою розташованих поруч Орловських ставків) і Ботанічна (через близькість головної оранжереї міста). За іншими даними станції мали назви: Піонерська, Орлятко, Жовтеня.
Рух потягів
Вельми незвично було організовано рух потягів. Головна станція Піонерська, звідки і відправлялася в дорогу більшість пасажирів, перебувала на середині лінії. Потяг з пасажирами відходив від неї у південно-східному напрямку на кінцеву станцію. Там відбувалася зміна напрямку руху з обгоном локомотива, після чого потяг йшов на північно-західну кінцеву станцію, прямував без зупинки повз центральної станції залізниці. І лише після другої зміни напрямку потяг повертався на центральну станцію Піонерська.

## Рухомий склад
З моменту відкриття залізниці експлуатувалися паровоз ВП1-473 і три саморобні відкритих пасажирських вагони двох типів. На борту вагонів була табличка з написом «КМЗ-ЖДТ. Піонерська залізниця». Після виведення з експлуатації паровоза ВП1-473 у 1976 році, він ще довго залишався на дитячій залізниці, і разом зі старими вагонами стояв на запасній колії головної станції. А на зміну їм прийшли автомотриса АМ1-142 і три суцільнометалевих пасажирських вагони ПВ40 споруди Деміховського заводу. Це був єдиний і унікальний випадок застосування таких автомотрис на дитячих залізницях СРСР. Наприкінці 1980-х років дитячу залізницю закрили, колії розібрали, а рухомий склад здали на металобрухт. Кузов від легендарної автомотриси АМ1-142 знаходиться на території селища поблизу Алчевська, де використовується в якості сарайчика.

## Закриття залізниці
Наприкінці 1980-х років дитяча залізниця закрилася, а на початку 1990-х років демонтовані рейки. Відразу після закриття залізниці, група ентузіастів намагалася врятувати паровоз від здачі на металобрухт. 
У 1990 році керівництво Управління залізничного транспорту металургійного заводу навіть готово було відреставрувати паровоз і встановити його як пам'ятник на території заводу. На жаль, здійснити задум не вдалося. 
У серпні 1991 року у додатку «Колаж» до газети «Вогні комунізму» була опублікована стаття, у якій розповідалося про сумну долю Комунарської дитячої залізниці. Вже тоді від дитячої залізниці майже нічого не залишилося. 
На теперішній час про неї нагадують лише руїни платформ та подекуди сліди від шпал.